# Rafael Reyes Prieto
José Gregorio Rafael Reyes Prieto (Santa Rosa de Viterbo, 5 de diciembre de 1849-Bogotá, 18 de febrero de 1921), conocido simplemente como el General Reyes, fue un explorador, comerciante, abogado, político, diplomático y militar colombiano. Fue presidente de Colombia entre el 7 de agosto de 1904 y el 9 de junio de 1909. Miembro del Partido Conservador Colombiano.
En sus inicios fue un exitoso empresario de la quina y pionera de la colonización de las selvas colombianas. Destacó luego como un militar excepcional, participando en la Guerra de los Mil Días, y en varios conflictos locales durante varias décadas, llegando a ostentar el rango de General del Ejército Nacional de Colombia. También fungió como diplomático en varios encargos especiales y como ministro de obras públicas en las décadas de los 80 y 90 del siglo XIX.
Fue presidente de Colombia entre 1904 y 1909, establecido en su residencia de Madrid, Cundinamarca, siendo el primer presidente en gobernar por más de 4 años desde la expedición de la Constitución de 1886. Su gobierno se autodenomina de Unión Nacional. Reyes se vio obligado a renunciar por varios problemas sociales y presionado por sus opositores.
Sus cinco años de gobierno fueron conocidos por sus seguidores como El Quinquenio Reyes y sus opositores como La Dictadura Reyes.

## Biografía
Rafael Reyes Prieto nació en Santa Rosa de Viterbo, Provincia de Tundama (hoy Boyacá) el 5 de diciembre de 1849, en el hogar de ricos terratenientes descendientes de españoles. Poco tiempo después, Rafael quedó huérfano de padre, y su familia se trasladó a Duitama.

### Carrera empresarial

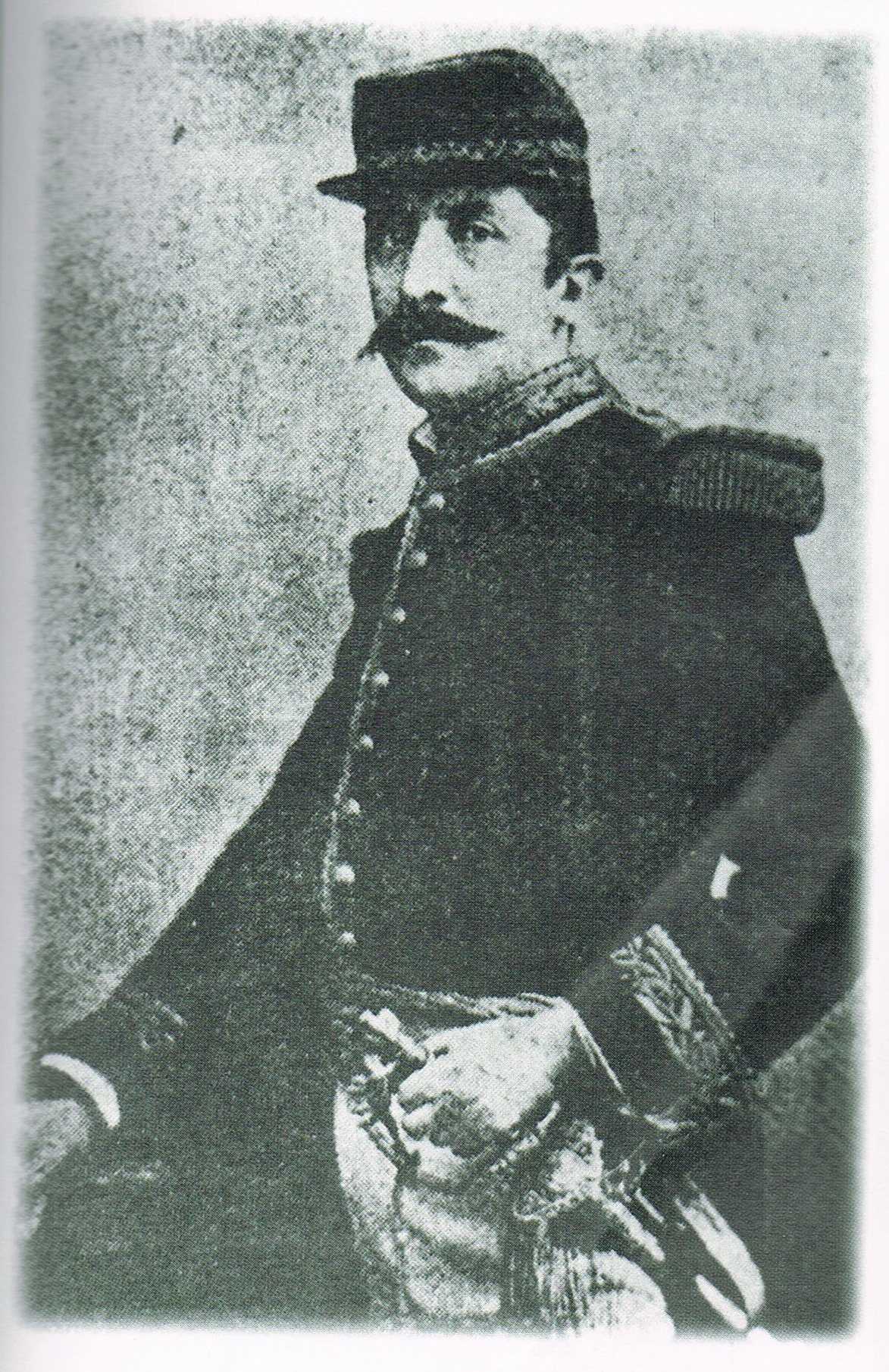
Reyes en 1886.

Después de acabar sus estudios se trasladó a Popayán para trabajar bajo la tutela de su medio hermano mayor, Elías Reyes, quien tenía una exitosa casa comercial en la ciudad. A los 17 años Reyes creó con sus hermanos y la madre de los Reyes la empresa "Elías Reyes & Hermanos", la cual se dedicó a exportar la quina a Europa para el tratamiento de la malaria desde las inhóspitas selvas del Putumayo y Amazonas.
El éxito comercial de Reyes le permitió realizar grandes proyectos urbano en las selvas colombianas, puesto que comenzó la colonización de la región, atrayendo la atención de la prensa y los científicos a la región. La fama de sus expediciones lo llevaron a contactarse con el emperador de Brasil,Pedro II, en Río de Janeiro, quien, entusiasmado por los alcances de Reyes, patrocinó su causa.
Después de grandes exploraciones, fundar pueblos y descubrir ríos en las selvas Amazónicas de Brasil, Perú, Ecuador y Colombia su emporio comenzó a declinar en 1884: varios barcos habían sucumbido, la mayoría de sus trabajadores fueron diezmados por las enfermedades y otros emigraron.
Su empresa terminó trágicamente por la muerte de sus hermanosː Elías Reyes quien murió de una enfermedad cardíaca, Enrique Reyes quien murió de fiebre amarilla, y su hermano menor Néstor Reyes en plena selva del Amazonas. Ante la muerte de sus hermanos, un sobrino y un primo y ante la caída del precio de la Quina, la empresa de los Hermanos Reyes desapareció.

### Carrera como militar y político

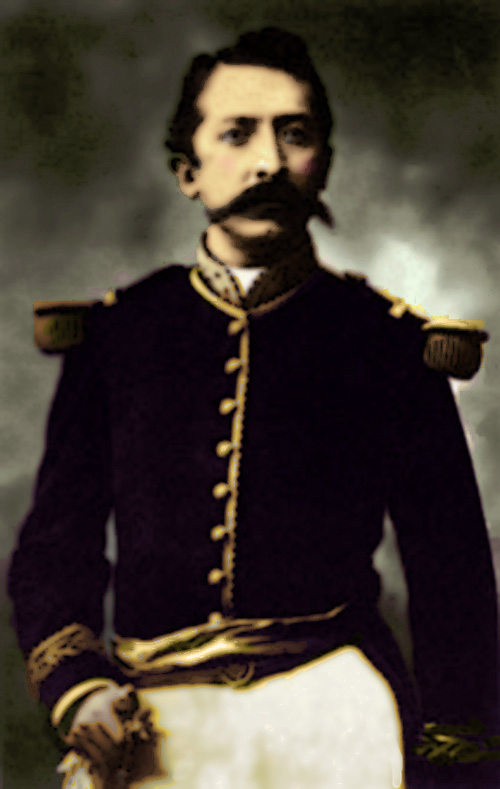
Rafael Reyes en 1890. Tomado de la Nueva Historia de Colombia, tomo 1. Universidad del Rosario.

En 1885 Reyes contaba con 35 años y arruinado en su empresa, se hizo militar de ocasión peleando la guerra civil de 1885, la cual por su valentía y astucia militar rápidamente lo ascendieron a general. En plena guerra el presidente Rafael Núñez lo llamó a liderar las operaciones para reincorporar nuevamente a Panamá al territorio de Colombia; la misión oficialmente estaba al mando el general de división Miguel Montoya, pero en la práctica mandaba Reyes.
Se organizó, entonces, una expedición marítima desde Buenaventura hasta Panamá, y ante la falta de los barcos,Rafael Reyes rescató del óxido un pontón abandonado para poder transportar la tropa, por lo que se conoce como "la aventura del pontón".
Cuando la expedición llegó a Panamá, restablecieron las autoridades civiles y militares, y en pocos días las fuerzas de los Estados Unidos desocuparon el istmo. Obtuvieron la rendición del rebelde panameño Azpurría, y Reyes presidió el consejo de guerra verbal donde el haitiano Antoine Petricelli y el jamaiquino George Davis, alias Cocobolo fueron condenados a la horca el 6 de mayo por el incendio de Colón .
Pedro Prestán, acusado de dirigir el incendio de Colón, fue ahorcado el 18 de agosto, 3 meses después en un consejo de guerra verbal presidido por Pedro Nel Ospina; no obstante, la responsabilidad recayó sobre Rafael. Mientras tanto, el presidente Rafael Nuñez  daba al Estado una organización firme y centralista.
Ante la derrota de los liberales radicales y el triunfo de los conservadores que buscaban una nueva constitución centralista liderada por el presidente Rafael Núñez, se derogó la Constitución de 1863, y surgió por más de 100 años la constitución de 1886. El 11 de noviembre de 1885, cuando se instaló el Consejo Nacional Constituyente, Reyes ocupó una curul en representación del Cauca, pero su participación en la redacción de la Carta Magna fue poco afortunada, pues Miguel Antonio Caro se opuso a todas las iniciativas presentadas por él.
En 1887 el gobierno encargó a Reyes una "misión confidencial" en Europa: Conseguir algunos empréstitos, al regreso de su malograda misión, Núñez nombró a Reyes ministro de Fomento. En 1888 regresó a sus actividades particulares y adquirió la hacienda Andorra, cerca de Tocaima, donde reconstruyó su perdida fortuna, a través de la producción agrícola. En 1890 fue elegido senador.

#### Precandidatura vicepresidencial
En 1892, Reyes fue postulado a la vicepresidencia de la república como fórmula del candidato a la presidencia por el conservatismo Marceliano Vélez Barreneche, siendo derrotado por José Joaquín Ortiz; sin embargo, la dupla Vélez-Ortiz fue vencida por la dupla nacionalista de Núñez y su fórmula Miguel Antonio Caro.
Posteriormente Reyes participó en la guerra civil de 1895, participando en la batalla de La Tribuna, en Facatativá; y en Enciso, en Santander; y ese mismo año fue nombrado ministro de Gobierno por el presidente Caro (quien ejerció la presidencia ante la ausencia de Núñez), pese a su mutua enemistad, que se remontaba a los tiempos de la Asamblea Constituyente de 1886. Caro aprovechó el prestigio cosechado por Reyes en la guerra civil para mejorar la imagen de su gobierno.

### Primera candidatura presidencial
En 1896 la mayoría conservadora empezó a postular el nombre de Reyes como candidato presidencial, por lo que Caro -quien pretendía ganar las elecciones de ese año- lo envió a París como embajador de Colombia, para alejarlo de la contienda y evitar que se presentara en las elecciones de 1898, donde ganó el anciano Manuel Antonio Sanclemente, ficha de Caro. En consecuencia, Reyes evitó involucrarse en la Guerra de los Mil Días.

### Guerra de los Mil Días y diplomacia en Panamá
En 1901, el presidente José Manuel Marroquín lo nombró delegado en la Conferencia Internacional Americana, celebrada en México, quedándose Reyes a vivir allí. En pleno dolor nacional por la separación de Panamá, a finales de 1903 Reyes fue escogido por el presidente Marroquín para armar un ejército con los cien mil voluntarios colombianos, dispuestos a recuperar a Panamá, que se independizó en 1903. Lo acompañaban tres generales, Pedro Nel Ospina, Lucas Caballero, y Jorge Holguín. Las informaciones que sucesivamente llegaban a Bogotá acerca del desplazamiento de nuevos buques norteamericanos, tanto en el Caribe como el Pacífico, hicieron que el fervor bélico fuese disminuyendo. Para la época, y en comparación con el poderío naval de Colombia, el Mayflower (insignia de la flota norteamericana en el Atlántico) junto a más de 10 barcos de guerra, con instrucciones de impedir el desembarco de las tropas colombianas por ambos océanos, y proteger la rebelión del Istmo, obligaron a la misión encabezada por el general Reyes, a imprimirle carácter más diplomático que bélico para evitar una guerra con Estados Unidos.
Se les permitió desembarcar en Colón sólo gracias a instrucciones del secretario de Estado, John M. Hay, mas no se les quiso recibir en la Junta Provisional de Gobierno para negociar la devolución del Istmo; de allí partieron hacia Washington. Al llegar a Washington y enterarse de la firma del tratado Hay-Bunau-Varilla con Panamá, Reyes deshizo la comisión diplomática y renunció a todo esfuerzo de enfrentar militarmente a Estados Unidos; desde Washington enviaría el siguiente mensaje:
Las tropas de Reyes se quedaron esperando en San Nicolás de Titumate, las órdenes del general para marchar sobre Panamá.

### Segunda candidatura presidencial
Desde 1902 Reyes, que residía en México, empezó a preparar su candidatura presidencial para 1904. Llegadas las elecciones, el 2 de febrero de 1904, Reyes y su fórmula vicepresidencial, Ramón González Valencia, se enfrentaron al disidente conservador Joaquín Fernando Vélez, a quien derrotaría por estrecho margen. Los liberales no presentaron candidato al haber sido derrotados en la Guerra de los Mil Días.
Pese a la victoria de Reyes, la proclamación de la victoria solo llegó hasta el 4 de julio, dado que hubo rumores de fraude electoral en La Guajira y se encargó a una comisión para investigar el asunto y realizar un nuevo escrutinio.

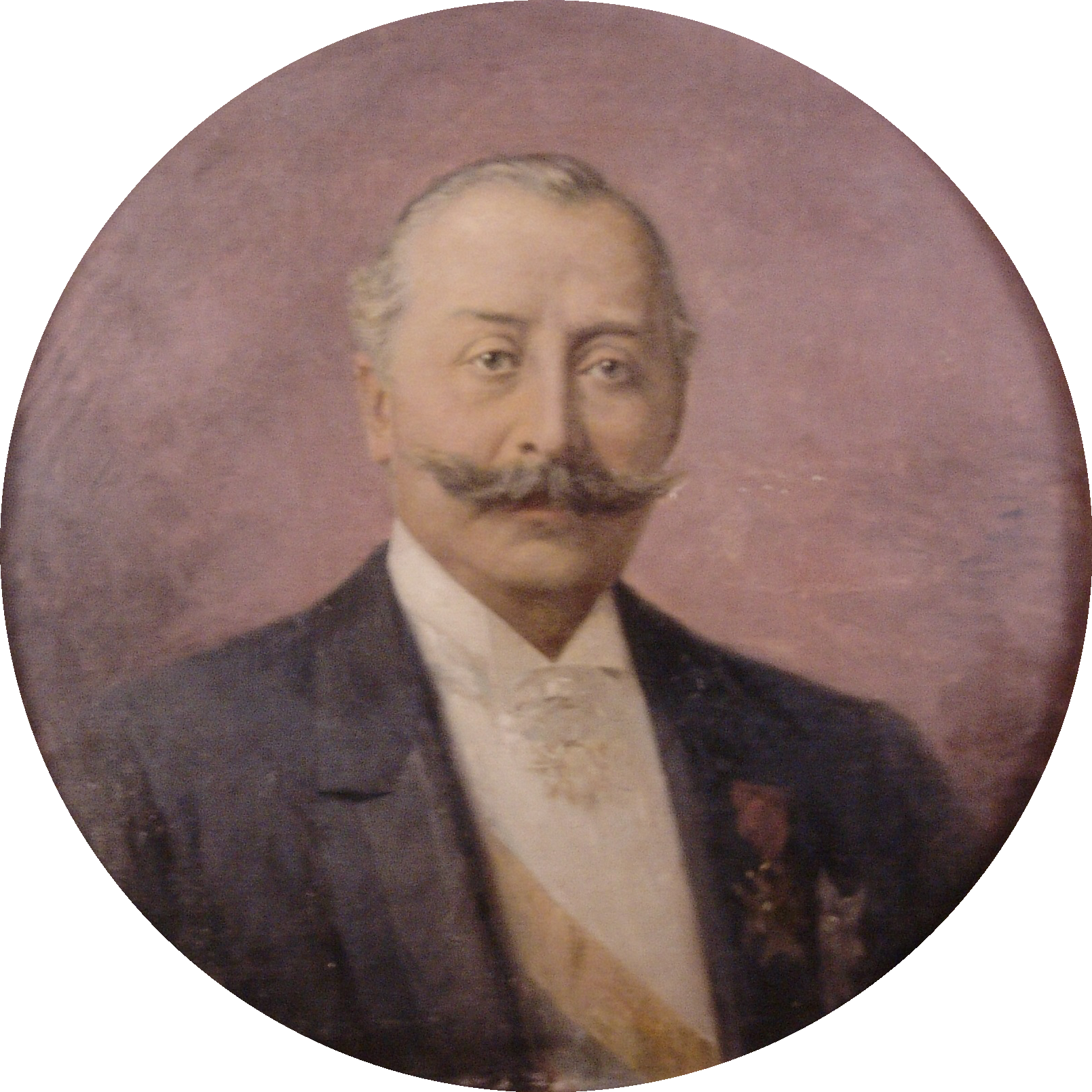
Rafael Reyes Prieto, 1910. Óleo del expresidente por Ricardo Acevedo Bernal. Museo Nacional de Colombia, Bogotá.

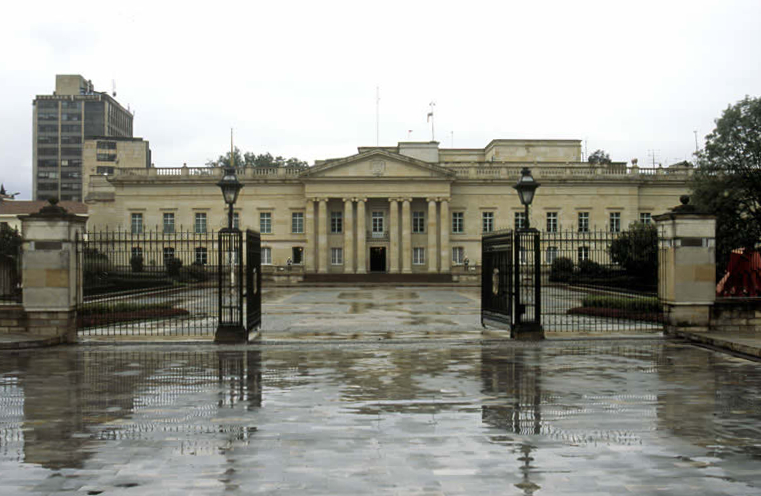
Vista frontal del ingreso a la Casa de Nariño.

## Presidencia (1904-1909)

### Política interna
Después de que los conservadores ganaran la guerra de los Mil Días, muchos miembros del Partido Conservador (al que Reyes pertenecía) no admitían que participaran liberales en ningún cargo del gobierno; por tanto, se sintieron traicionados por Reyes cuando este incluyó políticos liberales en su gabinete. Encontró un país arruinado por la guerra de los Mil Días y por las consecuencias de la separación de Panamá, le imprimió al gobierno su talante progresista, así mismo se dicto la ley de representación de las minorías, para evitar conflictos partidistas. Convocó a la Asamblea Constituyente de 1905 y se estableció una nueva organización territorial llegando a crear 34 departamentos, un territorio nacional y estableció a Bogotá como Distrito Especial. Los lemas de su gobierno fueron  «Paz, concordia y trabajo» y «Menos política, más administración». Su gobierno, suprimió la vicepresidencia (ya que estaba enemistado con el vicepresidente Ramón González Valencia), y en su reemplazo retomó la figura de la Designatura Presidencial.

### Economía y obras públicas
Sacó al país de la crisis financiera y promovió el crecimiento de nuevas industrias como la exploración y explotación petrolera con la a Concesión de Mares y la Concesión Barco. Se creó el Banco Central, que posteriormente se llamó Banco de la República. También implantó la política de monopolios fiscales de licores, tabaco y degüello.
Fue creado el Ministerio de Obras Públicas se impulsó el  ferrocarril de Girardot, la continuación del Capitolio, la primera carretera de pavimento del paísː la vía Bogotá - Tunja- Santa Rosa de Viterbo, se trajo  el primer vehículo importado de Colombia para su inauguración, un De Dion-Bouton Tipo D importado de Francia en 1899. Sustituyó el Palacio de San Carlos, que había sido la sede presidencial hasta el 20 de julio de 1908, por la Casa de Nariño cuya construcción se ordenó el 9 de abril de 1906, además ubicó en casas aledañas el Batallón Guardia Presidencial.

### Orden Público
Fortaleció las Fuerzas Militares con la modernización del Ejército Nacional, con asesoría de la Misión Militar Chilena, se fundaron la Escuela Militar de Cadetes General José María Córdova y la Escuela Superior de Guerra, en Bogotá.

### Relaciones exteriores
Se restablecieron las relaciones con Venezuela. Su entonces canciller, Jorge Holguín, logró la firma del Tratado Averbury-Holguín en 1905 permitió, a través del crédito internacional, sanear la deuda externa del país y desarrollar las industrias y otorgar créditos.

### Controversias

#### Oposición a su gobierno

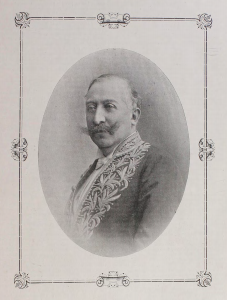
Fotografía del General Rafael Reyes en la revista Bogotá Ilustrado, 1906.

Sus políticas generaron oposición, ante lo cual el presidente empezó a actuar de manera dictatorial debido a que el congreso no sacaba las normas urgentes que requería el país para salir de la quiebra en la que estaba, ante lo cual ordenó el confinamiento y destierro a sus rivales y opositores, cerrando el Congreso y creando una Asamblea Nacional Constituyente. 
En 1904, se tomaron medidas contra los conservadores que consideraban que Reyes había traicionado sus intereses, además los liberales librecambistas, irritados por los impuestos al tabaco a los grandes terratenientes, se unieron a los conservadores contra Reyes. Antonio José Restrepo, Miguel Abadía Méndez, y otros cinco ciudadanos, fueron detenidos y confinados en Orocué (Casanare) durante dos meses. Los magistrados Carmelo Arango y Gabriel Rosas fueron declarados insubsistentes por estar en connivencia con los jefes de la oposición. 
El 19 de diciembre de 1904, la policía, comandada por el comisario francés Juan María Marcelino Gilibert, descubre un intento de golpe de Estado.  El 21 de diciembre, cinco mil personas, entre liberales y conservadores, marchó en respaldo a Reyes. Una corte marcial se instaló el 12 de enero para juzgar a los conspiradores del 19 de diciembre. La corte marcial declaró culpables a Felipe Angulo y Luis Martínez Silva, y a los generales Jorge Moya, Manuel María Valdivieso y Eutimio Sánchez, y los condenó a confinamiento en la colonia militar de Mocoa (Putumayo)
Los adversarios  del gobierno de Reyes crearon la Unión Republicana, luego de los episodios del 13 de marzo de 1909, fue promovida por el político conservador Carlos Martínez Silva. En ese grupo confluían los liberales que no apoyaban a Rafael Uribe Uribe y la mayoría de conservadores.

#### Atentado
El 10 de febrero de 1906, fue nombrado primer designado el expresidente Clímaco Calderón. Tras el nombramiento del designado, el presidente y su hija Sofía, emprendieron su paseo diario en coche hacia Chapinero. En el sitio que denominaban Barro Colorado, el coche del Presidente fue atacado por tres jinetes, que dispararon con la intención de asesinar al mandatario y a su hija, quienes salieron ilesos. El escolta del presidente, capitán Faustino Pomar y el  teniente Anastasio Vergara, repelieron a los agresores, que lograron evadir el cerco y se dieron a la fuga. Los autores materiales fueron capturados por la policía en Bogotá el 2 de marzo, luego fueron sentenciados a muerte y ejecutados el 5 de marzo en el mismo sitio donde lo perpetraron. Hubo voces que pidieron igual patíbulo para los autores intelectuales pero Reyes se negó.

El 13 de febrero fueron detenidos varios sospechosos de haber fraguado el atentado, entre ellos el exministro y poeta José Joaquín Casas Castañeda, el exministro Arístides Fernández, los doctores Benjamín Uribe, Joaquín Uribe y Pantaleón Camacho. Se ofreció una recompensa de cien mil pesos por informes que permitieran la captura de los fugitivos Roberto González, Marco Arturo Salgar y Fernando Aguilar, y doscientos mil pesos por Pedro León Acosta.

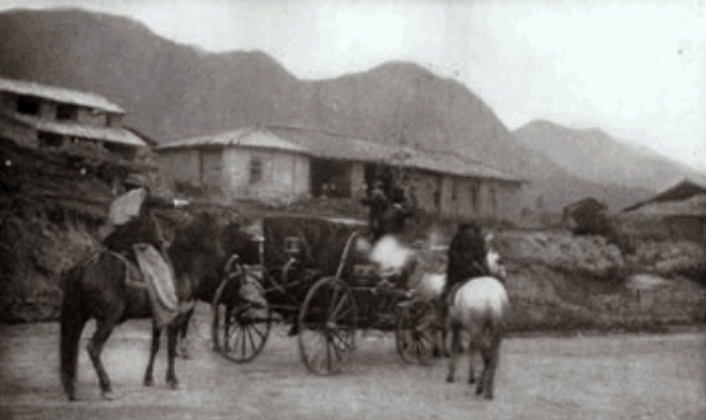
Representación del ataque a Reyes.
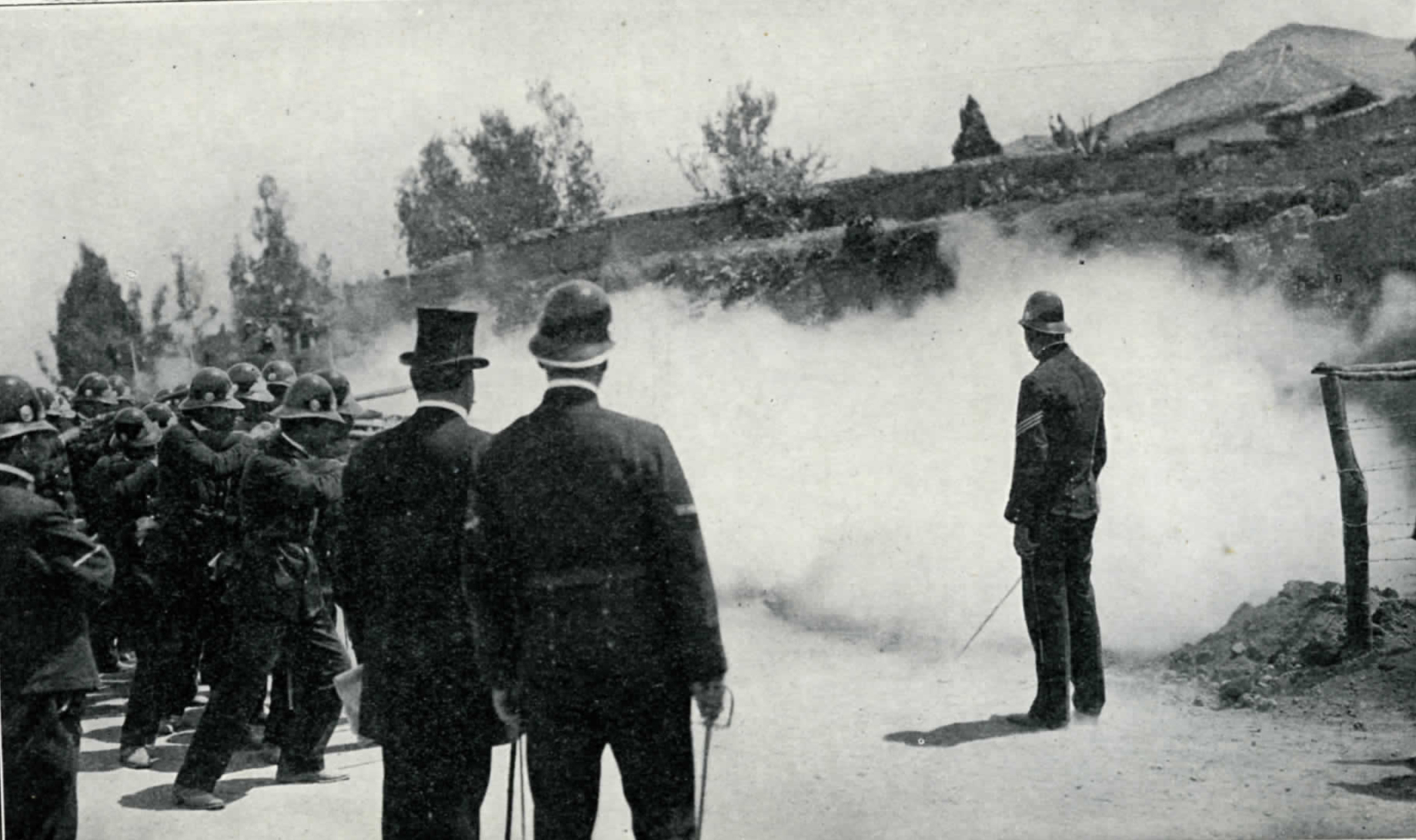
Fusilamiento de los sediciosos, 1906.
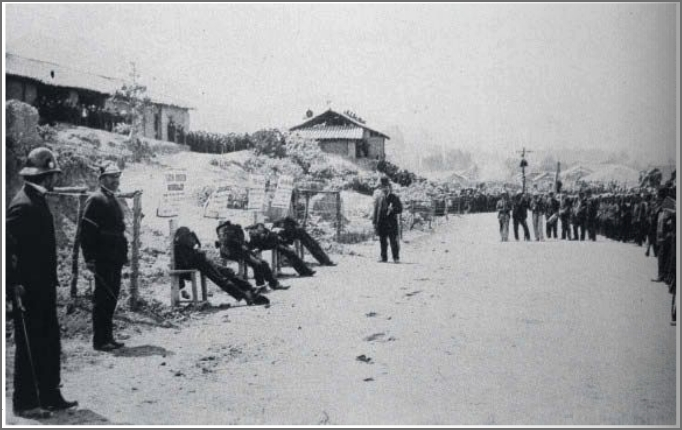
Cadáveres de los fusilados.

#### Final del gobierno
En 1909, Reyes enfrentó una crisis de opinión por la firma del arreglo entre Panamá, Estados Unidos y Colombia. Reyes buscaba restablecer las relaciones entre Estados Unidos y Colombia, deterioradas desde 1903 por los sucesos del Canal de Panamá; ya el 28 de febrero de 1905 había nombrado como ministro plenipotenciario en Washington al liberal Diego Mendoza Pérez pero este fracasó en su misión de acercamiento de las dos naciones. Enrique Cortés lo reemplazó y propuso que el problema fuera tratado por los tres países, ya que tenía dimensiones tripartitas.
El 5 de enero de 1909, se firmó un tratado en el que Colombia reconocía la separación de Panamá, Estados Unidos reconocía a Colombia una indemnización por Panamá, y recibía autorización para que sus barcos usaran los puertos nacionales. Este tratado fue visto como amenaza nacional y se argumentó que el ministro Enrique Cortés no tenía facultades legítimas para hacerlo. Reyes trató de que fuera aprobado sin ninguna modificación por la Asamblea en sesiones extraordinarias, pero experimentó una fuerte oposición encabezada por Nicolás Esguerra.
A principios de marzo el sentimiento antiestadounidense, se empezó a manifestar cuando un empresario de ciudadanía norteamericana que operaba una vía férrea en Bogotá, cuya concesión no era aprobada por el público, debió descontinuar el servicio, debido a un ataque por parte de la turba. El 8 de marzo, estudiantes de distintas universidades, con el apoyo de sus profesores, entre ellos el Luis Felipe Calderón, sobrino del presidente y hermano de Clímaco Calderón, empezaron manifestaciones contra los tratados.
El 9 de marzo por la mañana, las calles estaban repletas de ciudadanos, artesanos y bandas estudiantiles en Bogotá y otras ciudades que arengaban contra Reyes y exigían la discusión pública de los tratados. Hubo arrestos masivos y actos violentos contra la Asamblea. El 11 de marzo, las manifestaciones estudiantiles no paraban, a la vez que la clase obrera se unía a las protestas. Reyes reorganizó el gabinete, nombró a Jorge Holguín ministro de hacienda y tesoro y lo designó para ejercer el Poder Ejecutivo. La policía prohibió en Bogotá la reunión de más de cinco personas, lo que no hizo sino exacerbar los ánimos.

#### El Trecemarcismo

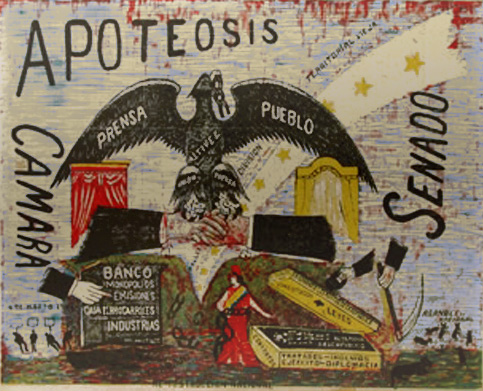
1909. Un panorama nacional. El Ciclón. Primera policromía que se publicara en la prensa colombiana.

El 13 de marzo, se presentaron manifestaciones, que apedrearon la casa arzobispal, las oficinas del periódico Nuevo Tiempo y otros edificios públicos. Enrique Olaya Herrera, junto con casi todos los presentes, fue detenido en una reunión de la aristocracia bogotana en el Jockey club, en donde se lanzaron diatribas contra el presidente Reyes.
En la noche, tras sostener una reunión con delegados estudiantiles Reyes dimitió su cargo, y nombró a Jorge Holguín para ejercer el poder ejecutivo mientras el Congreso procedía a la elección del mandatario que debería concluir el sexenio; pero los disturbios no pararon con la renuncia de Reyes. A las ocho de la noche Jorge Holguín declaró Bogotá en estado de sitio, ante las manifestaciones, en las cuales multitud de personas murieron ese día en enfrentamientos con las tropas.
A las cinco de la mañana del 14 de marzo, El Presidente Reyes y el encargado Jorge Holguín resolvieron que aquel reasumiera el mando, y a las diez de la mañana Reyes ejercía nuevamente la presidencia. Se declaró en interinidad a los empleados públicos, irreeligibles a los que hubiesen tomado parte en los motines del 12 y 13 de marzo, y el 15 dio parte de que el movimiento subversivo había sido militarmente dominado. El 16 fueron condenados a 5 años de prisión los conspiradores del 13 de marzo, Felipe S. Escobar y Enrique Olaya Herrera, a los que, dos meses después, el 19 de mayo, Reyes concedió amnistía y dejó en libertad.
Finalmente, para evitar una guerra entre seguidores y opositores entregó secretamente la presidencia al general Jorge Holguín Mallarino el 9 de junio de 1909. Su dimisión se oficializó el 27 de julio de 1909, cuando se hizo público el comienzo del gobierno de Holguín, quien no pudo terminar el período porque el Congreso, opositor a Reyes nombró a Ramón González Valencia como designado para suceder a Reyes, lo cual generó un conflicto de intereses, y Holguín tuvo que dejar el cargo días después.

## Postpresidencia

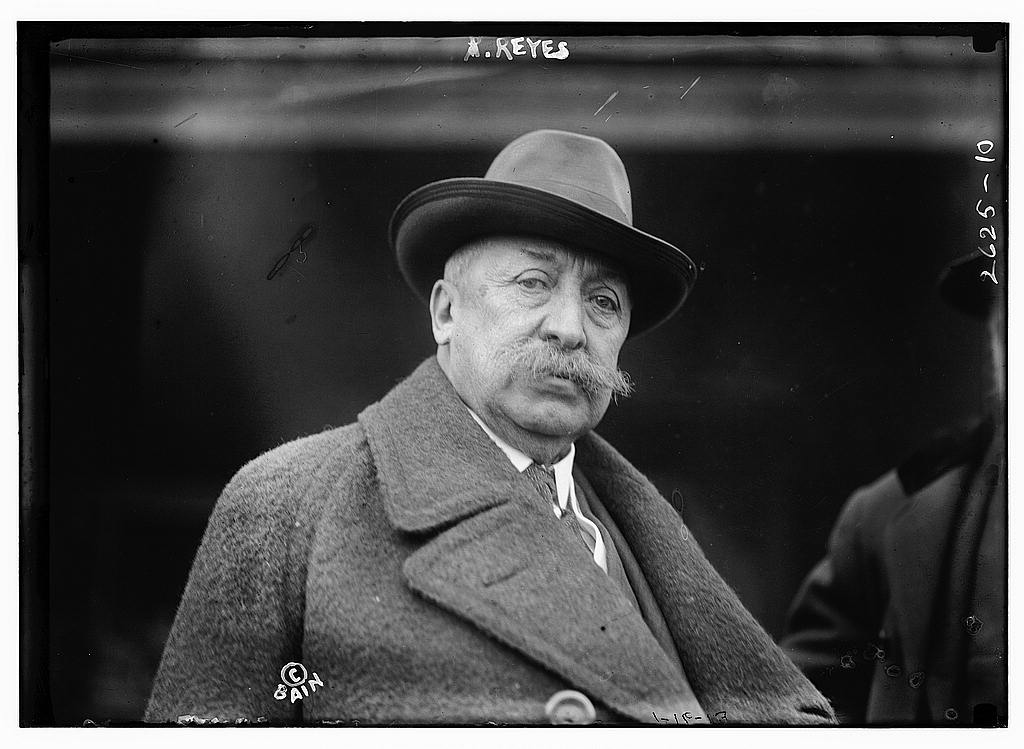
Fotografía de Reyes en 1913, Biblioteca del Congreso de Estados Unidos.

Reyes se trasladó a Santa Marta, y una vez allí subió como pasajero al buque Manistí con destino a Europa. Consumada su renuncia y en un exilio voluntario, el general Reyes viajó por varios continentes durante diez años; residió en Francia y España (siendo visto varias veces en Madrid en compañía de amigos y colegas).
Finalmente Reyes regresó a Colombia a pasar sus últimos años de vida. Durante su último año de vida estuvo en Panamá, regresando a Colombia a principios de febrero de 1921.

### Fallecimiento

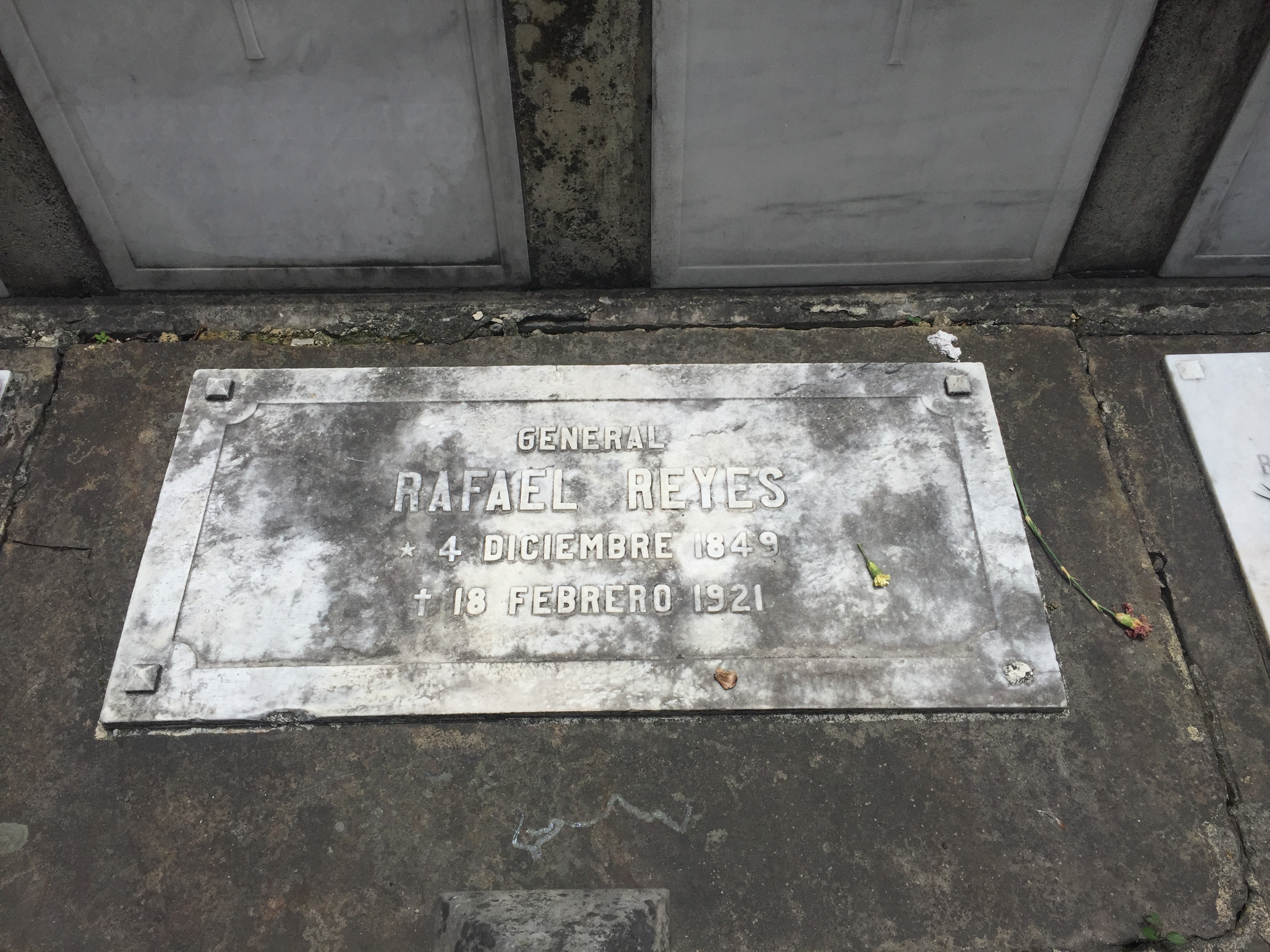
Tumba de Rafael Reyes en el Cementerio Central de Bogotá.

Rafael Reyes murió en Bogotá de pulmonía a las 9 y 30 de la noche del viernes 18 de febrero de 1921, a los 71 años, luego de una semana de deterioro de su salud, y sin que la opinión pública supiera de sus padecimientos. Horas antes de morir, Reyes fue visitado en su residencia por el presidente de la época, Marco Fidel Suárez.
Tempranamente comenzaron los honores para Reyes. A las 10 de la noche del 18 de febrero llegaron a su casa un pelotón de infantería a prestar guardia a sus restos mortales. Su casa estaba ubicada en la Calle 18 con carrera 5 de Bogotá. Sus restos luego fueron trasladados, primero al Capitolio Nacional donde fueron expuestos en cámara ardiente, y luego a la Catedral Primada de Colombia, donde se realizaron sus exequias.

## Familia

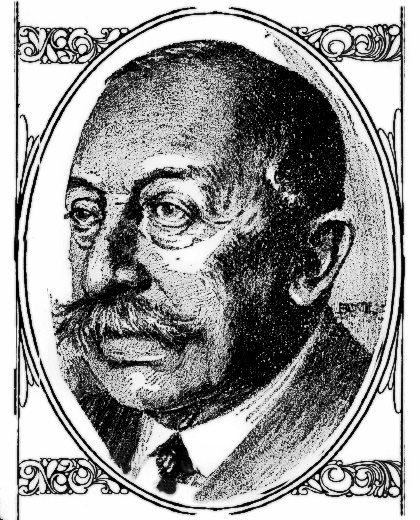
Reyes en un artículo de The New York Times, 1913.

Rafael Reyes Prieto era hijo de Ambrosio Reyes Moreno, quien, viudo y con cinco hijos, contrajo segundas nupcias con Antonia Prieto y Solano, de cuya unión hubo cuatro hijos, a saber: Enrique, María, Rafael y Néstor Reyes Prieto. Ambrosio Reyes murió cuando el hijo mayor de su segundo matrimonio, Enrique, tenía cinco años.
Su padre también tuvo dos hijas antes de su matrimonio con Antonia Prieto, de su primer matrimonio con María Rosa de los Ángeles Fonsecaː Clotilde e Inés Reyes Fonseca. Clotilde Reyes Fonseca se casó con su primo Carlos Calderón Reyes, con quien tuvo al político Clímaco Calderón Reyes, sobrino del Gral. Reyes, quien ocupó la presidencia por encargo en 1880.

### Líneas colaterales
Un hermano de Clímaco Calderón Reyes, sobrino de Reyes, fue Arístides Calderón Reyes (quien fue el primer Ministro de Gobierno), de quien descienden las hermanas Calderón Nieto (Clemencia, casada con Enrique Santos Castillo; Helena, casada con Hernando Santos Castillo). De los hermanos Santos y las hermanas Calderón descienden los hermanos Hernando, Juan Manuel y Luis Fernando Santos Calderón, y sus primos Francisco y Rafael Santos Calderón.
Así mismo, de Arístides Calderón Reyes, sobrino de Reyes, desciende la diplomática María Ángela Holguín, que también es biznieta del político Jorge Holguín Mallarino, ministro en varias ocasiones de Rafael Reyes.

### Matrimonio
En 1877, Rafael Reyes contrajo nupcias con Sofía Angulo y Lemos, quien provenía de la alta sociedad de Popayán, quien era hija de Miguel Wenceslao de Angulo y Díaz del Castillo, y de Antonia Lemos Largacha. Así mismo era hermana del político Diego Euclides de Angulo, que fue ministro en varias ocasiones para su yerno durante su gobierno. Su suegra estaba emparentada, a su vez, con los políticos Froilán Largacha y su sobrino Julián Trujillo Largacha.
Con Sofía, Reyes tuvo a sus 6 hijosː Rafael, Enrique (se casó con Clara, la hija de José María "Pepe" Sierra), Amalia, Nina, Sofía y Pedro Ignacio Reyes Angulo y Lemos. En 1898, Reyes enviudó, pero decidió mantenerse soltero hasta su muerte, por respeto a sus hijas. Su hija, Amalia Reyes Angulo se casó con Daniel Holguín Arboleda, cuarto de los hijos del político Jorge Holguín y de su esposa Cecilia Arboleda, miembros ambos de poderosas e influyentes familias colombiana.

## Legado y homenajes

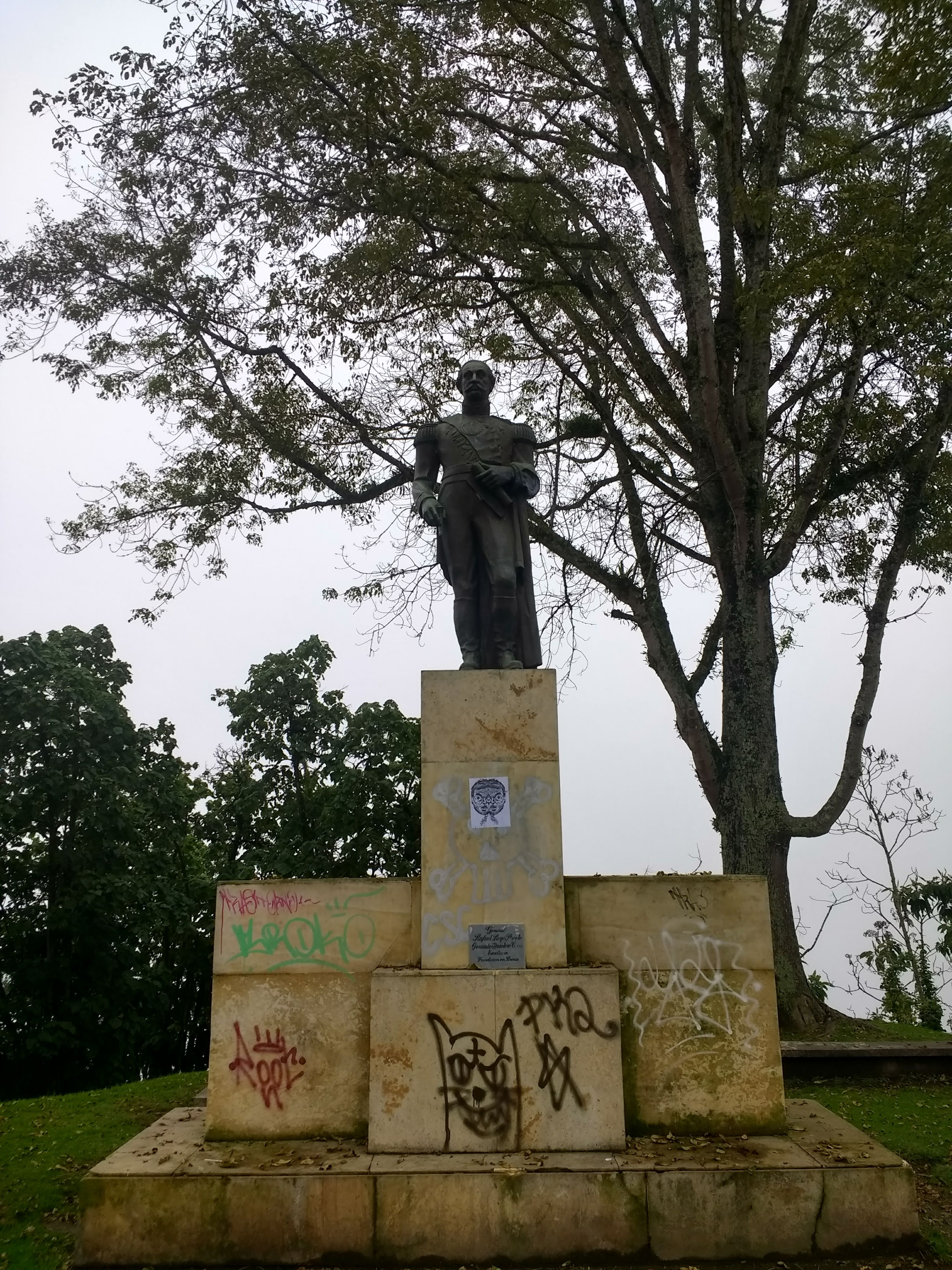
Monumento a Reyes, en Manizales.

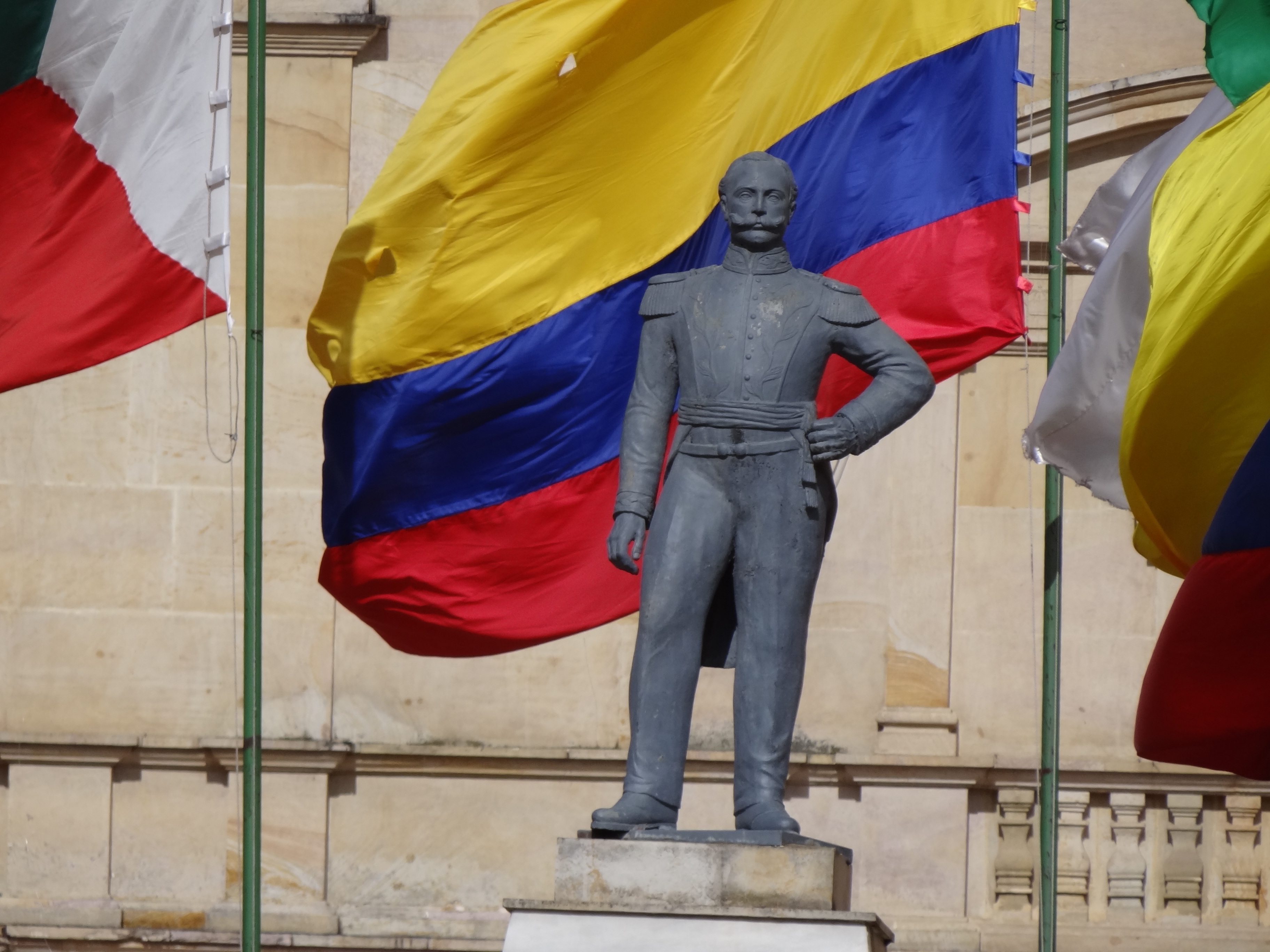
Estatua de Reyes en la ESPRI, Santa Rosa de Viterbo, Boyacá

Fue condecorado en 1905, con la Legión de Honor en Francia.
Actualmente en Pereira y Duitama (Boyacá) hay dos colegios con su nombre.
El General Rafael Reyes se menciona en El amor en los tiempos del cólera Gabriel García Márquez, como un personaje secundario.
En Santa Rosa de Viterbo (Boyacá), se creó la Escuela de Policía Rafael Reyes (ESPRI), donde se forma a suboficiales de la Policía Nacional de Colombia. En la plaza de la escuela hay una estatua de Reyes junto a las banderas de Colombia, de Boyacá, del municipio, de la Policía Nacional y de la escuela.
Así mismo, en la plaza del municipio se erige una estatua de Reyes, y detrás de él la parroquia del municipio. 
También hay una estatua de Reyes en el sector de Chipre, en Manizales. 
Adicionalmente un retrato suyo se encuentra en el Salón Luis XV o Salón Carlos Holguín, en la Casa de Nariño, como homenaje a que fue Reyes el primer presidente que habitó el palacio presidencial.
En 2018, el Ministerio de las Tecnologías de la Información y la Comunicación, en asocio con la Escuela Rafael Reyes emitió una estampilla en honor a los 109 años del inicio del gobierno de Reyes (1904).

## Obras
- A través de la América del Sur, exploraciones de los hermanos Reyes, 1902

Libro póstumo
- Memorias 1850-1885, 1986